# Пате, Шарль
Шарль Пате (фр. Charles Pathé, 25 декабря 1863, Шеври-Коссиньи — 26 декабря 1957, Монте-Карло) — французский кинопромышленник, предприниматель, кинопродюсер, основатель фирмы Pathé.

## Краткая биография
Шарль Пате родился в городке Шеври-Коссиньи 26 декабря 1863 года. В 1866 году семья будущего продюсера переезжает в Венсен. Здесь Шарль Пате и провел своё детство и молодость.
В 1896 году Шарль вместе с братьями основали свою фирму «Братья Пате», сфера деятельности которой заключалась в производстве фонографов и кинофильмов. Двое братьев немного позже бросили эту затею. А Эмиль (1860—1937) и Шарль продолжили, при этом первый занимался фонографами, а второй кинофильмами.
В начале карьеры Пате выпускал в основном документальные ленты и трюковые кинофантазии, чем-то напоминающие работы Ж.Мельеса (1861—1938).
В 1908 году фирма начала выпускать регулярную кинохронику, серии научно-популярных фильмов. Шарль Пате активно помогал выпуску этих фильмов, съемки которых проводились через микроскоп при участии доктора Ж.Командона. Примерно в это же время выпустился фильм «Убийство герцога Гиза» (The Assassination of the Duke of Guise) — первая кинодрама, в которой очень большое внимание было уделено историческим фактам.
Его необыкновенная предприимчивость превратила кинематограф из кустарного и стихийного производства в мощную отрасль промышленности. Копии фильмов продавались в сотнях, а иногда и тысячах экземпляров. Каждая 1000 франков, вложенная в дело, в течение только одного года приносила десять тысяч прибыли. Фильмы демонстрировались в основном в ярмарочных балаганах, заменяя клоунов, уродов, комедиантов и пр. которых надо было содержать «механическим человеком», экономящим заработную плату без уменьшения суммы выручки. Агентства фирмы были открыты в Лондоне, Нью-Йорке, Берлине, Москве, Брюсселе, Санкт-Петербурге, Амстердаме, Барселоне, Милане, Ростове-на-Дону, Калькутте, Варшаве, Сингапуре и т. д.

«За исключением военного производства я не думаю, чтобы во Франции существовала отрасль промышленности, развитие которой происходило бы столь быстро, как наша, и которая давала бы своим акционерам такие высокие дивиденды».

В 1930 году Шарль Пате ушел в отставку, и в 1956 году его фирму поглотила компания «Warner Bros. Pictures».
25 декабря 1957 года в Монте-Карло Шарль Пате умер.

## Документальные фильмы
- 2016 - Шарль Пате, Леон Гомон, первые гиганты кино / Charles Pathé et Léon Gaumont, premiers géants du cinéma (реж. Эммануэль Нобекур / Emmanuelle Nobécourt, Гаэль Руайе / Gaëlle Royer)